# Tramlijn 2 (Rotterdam)
Tramlijn 2 van de Rotterdamse RET is samen met lijn 12 een tramlijn die vanaf februari 1968 geheel op de Linkermaasoever rijdt. Dit gedeelte van Rotterdam wordt door de inwoners Op Zuid genoemd. Met de opening van de Rotterdamse metro in dat jaar werd de tramverbindingen tussen Noord en Zuid opgeheven en werd lijn 2 afgesneden van de rest van het tramnet. Korte tijd later kon ook geen materieel meer worden uitgewisseld omdat de rails op de Willemsbrug verwijderd werden. Tramrijtuigen moesten na die tijd via het spoor of de weg worden overgebracht. Voor lijn 2 en 12 werd een aparte remise - die ook als metroremise gebruikt ging worden - bij de Hillesluis in gebruik genomen. Lijn 2 verbond tot 1968 Charlois met het Centraal Station, nadien Charlois en Keizerswaard. Deze lijn rijdt vanaf de Kromme Zandweg in de Rotterdamse wijk Charlois via Maashaven, Hillevliet, Randweg en Station Rotterdam Lombardijen naar OV-knooppunt/Winkelcentrum Keizerswaard
De eerste lijn 2 reed van 15 oktober 1906 tot 1 september 1926 tussen station Rotterdam Delftsche Poort en het Prinsenhoofd op het Noordereiland en werd geëxploiteerd door de Rotterdamsche Electrische Tramweg Maatschappij (RETM), de voorloper van de RET. Op 23 oktober 1926 kwam er een nieuwe lijn 2, welke eigenlijk een verlengde versie van de oude lijn 2 was. De route werd verlengd vanaf het Noordereiland, via de Koninginnebrug, Varkenoordse viaduct en Brielselaan naar de Vlaskade in Charlois. In de Tweede Wereldoorlog werd lijn 2 ingekort tot de route Stieltjesplein - Vlaskade, maar dat werd alweer snel hersteld tot de volledige route naar Station D.P. In 1942 kreeg lijn 2 en nieuw eindpunt, namelijk Mijnsheerenlaan. Een jaar later werd lijn 2 verlengd naar Diergaarde Blijdorp, maar deze route ging op 1 december 1944 weer verloren door de opheffing van de lijn. Vanaf 8 juni 1945 reed lijn 2 weer de oude route tussen Station D.P en de Vlaskade. In 1949 werd de lijn ingekort tot de Grondherenstraat. 
In 1968 kwam er een nieuwe lijn 2, met de route Grondherenstraat - Prinsenplein. In 1972 werd de lijn verlegd naar het huidige eindpunt in Charlois aan de Kromme Zandweg over het in 1965 verlaten tracé van de  opgeheven RTM en verdween het eindpunt aan de Grondherenstraat. 
In 1983 kwam de verlenging naar Beverwaard in gebruik. Lange tijd bleef de lijn Charlois – Beverwaard de enige tramlijn aan de zuidkant van de Nieuwe Maas (inclusief korttrajectlijn 12 Metrostation Maashaven – Station Lombardijen). Hiermee was het de belangrijkste 'feeder'-lijn voor de noord-zuidmetro (tegenwoordig lijn D) en sinds 2011 Randstadrail Metrolijn E waarop kan worden overgestapt op metrostation Maashaven. In september 1996 werd met de ingebruikname van de Erasmusbrug de tramverbinding tussen beide Maasoevers hersteld en werden de beide tramnetten weer met elkaar verbonden. Met de komst van nieuwe tramlijnen "op Zuid" verloor lijn 2 het traject naar de Beverwaard, dat eerst door lijn 20, daarna door lijn 23 en sinds 6 januari 2025 door lijn 3 wordt bereden.
In oktober 2007 reed lijn 2 voor het eerst sinds 1968 (invoering van de metro) weer op de rechtermaasoever, al was het maar voor een week. In verband met werkzaamheden op de Hillevliet was de lijn namelijk gesplitst in twee pendeldiensten, waarvan een tussen het eindpunt Groene Tuin en het Willemsplein. 
Tot oktober 2014 reed lijn 2 tussen Charlois en Groene Tuin. In oktober 2013 reed lijn 2 tussen Rotterdam Centraal en Charlois in verband met werkzaamheden op de Spinozaweg. Tussen 13 november en 13 december 2014 reed deze lijn tussen remise Beverwaard en Charlois in verband met werkzaamheden bij Groene Tuin. Sinds 14 december 2014 rijdt lijn 2 tussen Charlois en Keizerswaard.
Tramlijn 2 is inmiddels geheel gemoderniseerd en op TramPlus-kwaliteit gebracht en verbindt tegenwoordig Charlois met Keizerswaard het centrum van IJsselmonde. 

## Exploitatie
Lijn 2 rijdt overdag van ongeveer 7:00 tot 19:00 een 10-minutendienst. In de weekenden/zomer-kerstvakantie wordt er een 15-minutendienst gereden en in de avonden een 20-minutendienst. Een rit van begin- tot eindpunt duurt een half uur.

## Materieel
Tot 1975 reed lijn 2 met enkelgelede düwagtrams, daarna met dubbelgelede. Als aanvulling reden tot 1983 in de spitsuren ook Allan treinstellen. In 1983 kwamen de ZGT 700-en. Ook was lijn 2 de inzet van de Weense trams 651-660 die voor de komst van de eerste Citadissen als tijdelijke maatregel waren overgenomen. Daarna verschenen er ook renovatie 800-en.
Tramlijn 2 is inmiddels volledig geschikt voor lagevloertrams en wordt geëxploiteerd met de Citadis, een tram van de bouwer Alstom. 